# Distretto di Baja
Il distretto di Baja (in ungherese Bajai járás) è un distretto dell'Ungheria, situato nella provincia di Bács-Kiskun.